# Saikhom Mirabai Chanu
Saikhom Mirabai Chanu (* 8. August 1994 in Imphal) ist eine indische Gewichtheberin. 2019 wurde sie Weltmeisterin im Zweikampf in der Gewichtsklasse bis 48 kg. Bei den Olympischen Spielen in Tokio gewann sie 2021 in der Gewichtsklasse bis 49 kg eine Silbermedaille.

## Karriere
Chanu gewann 2013 in der Klasse bis 48 kg Bronze bei den Juniorenweltmeisterschaften und Gold bei den Commonwealth-Meisterschaften. 2014 holte sie Silber bei den Commonwealth Games. 2015 landete sie bei den Commonwealth-Meisterschaften auf den zweiten Platz und 2017 auf den ersten Platz. Am 29. November 2017 wurde sie in Anaheim Weltmeisterin in der Klasse bis 48 kg. Dabei kam sie im Stoßen auf den ersten Rang und im Reißen auf den zweiten Rang hinter Thunya Sukcharoen aus Thailand. Bei den Commonwealth Games 2018 gewann sie Gold.
Bei den Weltmeisterschaften 2019 in Pattaya wurde Chanu in der Gewichtsklasse bis 49 kg im Reißen Fünfte und im Stoßen Vierte. Damit landete sie in der Zweikampfwertung nur auf Rang 4 hinter den Chinesinnen Jiang Huihua und Hou Zhihui sowie Ri Song-gum aus Nordkorea. Durch diese Platzierung sicherte sie über die IWF-Weltrangliste einen Startplatz bei den Olympischen Spielen in Tokio. 2021 belegte sie bei diesen sowohl im Reißen als auch im Stoßen den zweiten Rang jeweils hinter der Chinesin Hou Zhihui und gewann damit eine Silbermedaille.

## Auszeichnungen
Im Jahr 2018 wurde Chanu mit dem Rajiv-Gandhi-Khel-Ratna-Preis, der höchsten indischen Auszeichnung für Sportler, geehrt.